# Колядинецький
Колядине́цький зака́зник — ландшафтний заказник місцевого значення в Україні. Об'єкт розташований на території Липоводолинського району Сумської області, на території Колядинецької сільської ради. 
50°37′24″ пн. ш. 34°03′57″ сх. д.
Площа — 26,5 га, статус отриманий у 2018 році. 
Ділянка широколистяного лісу з домінуванням дуба звичайного. Окремі екземпляри дуба мають вік понад 100 років. Лісовий масив вирізняється значним біорізноманіттям. Серед тварин, занесених до Червоної книги України, тут мешкає жук-олень. З видів рослин, що потребують охорони на території Сумської області, зростає ряст Маршалла. Територія має особливе природоохоронне, рекреаційне, наукове та пізнавальне значення.